# Pocket PC 2000
Pocket PC 2000 (pozdější pojmenování Windows Mobile) byl v informatice název operačního systému vydaného v roce 2000 firmou Microsoft. Byl určen pro hardwarovou platformu Pocket PC (tj. Personal Digital Assistant, PDA). Pocket PC 2000 byl založen na softwarové platformě Windows CE 3.0 a byl použit i pro několik smartphonů.

## Charakteristika
Pocket PC 2000, původně s kódovým označením Rapier, vyšel 19. dubna 2000 a byl založen na platformě Windows CE 3.0. Byl to debut operačního systému, který byl později nazván Windows Mobile a chtěl být nástupcem operačního systému Palm PC, se kterým byla zachována zpětná kompatibilita pro aplikace. Pocket PC 2000 byl určen především pro Pocket PC zařízení, ale bylo možné aktualizovat i několik zařízení Palm PC. Bylo vydáno i několik telefonů s Pocket PC 2000, ale platforma pro smartphone od Microsoftu tím nebyla vytvořena. Systém podporoval pouze rozlišení 240×320 bodů (QVGA). Byly podporovány vyměnitelné paměťové karty CompactFlash a MultiMediaCard. Pocket PC byl vydán pro architektury procesorů SuperH SH-3, MIPS a ARM. Systém umožňoval přenos souborů pomocí Infračerveného záření (IR).
Původní operační systém Pocket PC měl podobný vzhled, jako operační systémy Windows 98, Windows Me a Windows 2000. Pocket PC 2000 byl podporováno do 10. září 2007.
První verze měla více integrovaných aplikací, než PDA. Mnoho z nich bylo nazváno podobně, jako jejich desktopové protějšky, například Microsoft Reader, Microsoft Money, Pocket Internet Explorer a Windows Media Player. Aplikace Microsoft Office byla nazvána Pocket Office a zahrnovala aplikace Pocket Word, Pocket Excel a Pocket Outlook. Novějších verze systému Windows Mobile obsahovala poznámkovou aplikaci Notes, kde inteligentní rozpoznávání znaků umožnilo naučit se rozpoznávat rukopis uživatele, což se systém průběžně učil.